# FK Sileks
FK Sileks é uma equipe macedônio de futebol com sede em Kratovo. Disputa a primeira divisão da Macedônia (Macedonian Prva Liga).
Seus jogos são mandados no Gradski stadion Kratovo, que possui capacidade para 1.800 espectadores.

## História
O FK Sileks foi fundado em 1965.

## Treinadores
- Marjan Sekulovski (2007–09)
- Andon Andovski (2009–12)
- Ljubodrag Milošević (2012)
- Nebojša Petrović (2012–13)
- Trajche Senev (2013–14)
- Zoran Shterjovski (2014–15)
- Momchilo Mitevski (2015–16)
- Zikica Tasevski (2016–  )